# North Topsail Beach
North Topsail Beach es un pueblo ubicado en el condado de Onslow en el estado estadounidense de Carolina del Norte. La localidad en el año 2000, tenía una población de 843 habitantes en una superficie de 27.4 km², con una densidad poblacional de 50.7 personas por km².

## Geografía
North Topsail Beach se encuentra ubicado en las coordenadas 34°28′37″N 77°27′40″O / 34.47694, -77.46111. Según la Oficina del Censo, la localidad tiene un área total de 27,4 km² (10,6 mi²), de la cual 16,6 km² (6,4 mi²) es tierra y 10,8 km² (4,2 mi²) (39.32%) es agua.

### Localidades adyacentes
El siguiente diagrama muestra a las localidades en un radio de 32 kilómetros (19,9 mi) de North Topsail Beach.

## Demografía
En el 2000 la renta per cápita promedia del hogar era de $25.573, y el ingreso promedio para una familia era de $53.125. El ingreso per cápita para la localidad era de $33.972. En 2000 los hombres tenían un ingreso per cápita de $36.522 contra $30.000 para las mujeres. Alrededor del 8.60% de la población estaba bajo el umbral de pobreza nacional.